# Янковская, Нинель Болеславовна
Нине́ль Болесла́вовна Янко́вская (2 декабря 1925 Ленинград — 12 сентября 2009, Санкт-Петербург) — советский и российский историк, востоковед-ассириолог, доктор исторических наук, научный сотрудник Государственного Эрмитажа.

## Биография
В 1949 году окончила восточный факультет Ленинградского государственного университета, отделение ассириологии по кафедре ассириологии и гебраистики. Ещё в 1945 г. стала научным сотрудником отдела Востока Эрмитажа.
В 1959 году защитила кандидатскую диссертацию «Распад большесемейной домовой общины в Передней Азии II тыс. до н. э.: (К вопросу о роли товарного производства в развитии рабовладельческой формации)». С 60-х годов являлась хранительницей всей клинописной коллекции Отдела Востока.
В 1983 году в ЛО Института востоковедения АН СССР защитила докторскую диссертацию «Децентрализованный сектор экономики в Передней Азии: по клинописным текстам Каниша и Аррапхи. Проблема специализации общин».

### Семья
Муж — Игорь Михайлович Дьяконов (1915—1999), историк-востоковед, лингвист, специалист по шумерскому языку, древним письменностям, доктор исторических наук. Сын — А. И. Янковский-Дьяконов (род. 1968), историк, научный сотрудник Отдела Древнего Востока ИВР РАН, режиссёр-документалист.

## Научная деятельность
Область научных интересов — экономика Ассирии, история негосударственных организаций древнего Ближнего Востока, экономические и культурные контакты на территории Малой Азии и Северной Месопотамии, клинописная письменность.
Первые работы посвящены изучению экономики Ассирии. Дальнейшая работа связана с каппадокийскими документами ГМИИ и Эрмитажа (нач. II тыс. до н. э., Каниш, Малая Азия), которые сообщали об особом типе общественного объединения коммерческого характера. Янковская сделала автографию, перевод памятников, опубликовала и откомментировала их. Анализ этих документов вместе с изучением других источников, свидетельствующих о негосударственных объединениях свободных людей Месопотамии, привёл к открытию нового научного направления — истории негосударственных организаций древнего Ближнего Востока. Этой проблематике прямо или косвенно посвящены кандидатская (1959) и докторская (1982) диссертации. Корпус текстов был издан в книге «Клинописные тексты из Кюль-тепе в собраниях СССР (Письма и документы торгового объединения в Малой Азии XIX в. до н. э.)» (1968).
В области исследования мифа и мифологического мировоззрения и религии Н. Б. Янковской принадлежит гипотеза о функциональном делении женских божеств на Ближнем Востоке на богинь-матерей и дев-воительниц. Первые мыслились как создательницами богов и людей, но были оттеснены культом мужских божеств. Девы в государственный период стали почитаться как покровительницы военных подвигов царей и их партнёрши в священном браке.

## Основные работы
- Некоторые вопросы экономики Ассирийской державы // ВДИ. 1956. № 1. С. 28-46.
- Хурритская Аррапха // ВДИ. 1957. № 1. С. 17-33.
- Землевладение большесемейных домовых общин в клинописных источниках // ВДИ. 1957. № 1. С. 35-51.
- Из истории хурритского общества по материалам юридических документов из Аррапхи. М., 1960.
- Юридические документы из Аррапхи в собраниях СССР // Переднеазиатский сборник. [I]. Вопросы хеттологии и хурритологии. М.: Издательство восточной литературы, 1961. С. 424—580.
- Общинное самоуправление в Угарите (гарантии и структура) // ВДИ. 1963. № 3. С. 35-55.
- Клинописные тексты из Кюль-Тепе в собраниях СССР: (Письма и документы торгового объединения в Малой Азии XIX в. до н. э.) / Автогр. копии, транскрипция, перевод, вводная статья, коммент. и глоссарий Н. Б. Янковской. М.: Наука, 1968. 306 с.
- Частный кредит в торговле древней Западной Азии (II тыс. до. н. э.). М.: Наука, 1970.
- Календарь хурритской Аррапхи // ВДИ. 1978. № 1. С. 105—112.
- «Сыновья царя» и общинная администрация в хурритской Аррапхе // Переднеазиатский сборник. III. История и филология стран Древнего Востока. М.: Наука, ГРВЛ, 1979. С. 246—262.
- Писцы, переводчики, певчие хурритской Аррапхи (XV—XIV вв. до н. э.) // Переднеазиатский сборник. IV. Древняя и средневековая история и филология стран Переднего и Среднего Востока. М.: Наука, ГРВЛ, 1986. С. 37-64.
- Ремесленный тип организации труда на Ближнем Востоке в IV—II тыс. до н. э. // ВДИ. 1988. № 3. С. 3-18.
- Хурриты в Канише (Малая Азия, 19й век до н. э.) // Кавказско-ближневосточный сборник. Вып. 8. Тбилиси: АН ГрузССР, 1988.
- Ашшур, Митанни, Аррапхэ // История древнего мира / Под редакцией И. М. Дьяконова, В. Д. Нероновой, И. С. Свенцицкой. Изд. 3-е, испр. и доп. М.: Главная редакция восточной литературы издательства «Наука», 1989. Т. 1. Ранняя древность. 470 с.[1]
- «День спасения — день милосердия» (ūm eṭārim — ūm gamālim) // ВДИ. 1994. № 1. С. 3-19.
- «Оазис Тадмор». К разработке истории письменности // ВДИ. 2000. № 2. С. 284—289.
- Манифестация власти — «Устрашающий Блеск» // Ассириология и египтология / отв. ред. Н. В. Козырева. СПб.: Искусство России, 2006. С. 236—265[2].